# Hospital General de Pamplona
El Hospital General de Pamplona (también denominado Hospital de Nuestra Señora de la Misericordia) fue fundado en 1525, con la aportación económica de Remiro de Goñi, destacado canonista y canónigo de la catedral de Pamplona, y  con el fin de unificar los pequeños hospitales, de origen medieval, existentes en la capital del reino de Navarra, y, de conformidad con la tendencia existente en aquel siglo, de crear grandes centros sanitarios para atender a enfermos pobres y niños expósitos. Dependía del Ayuntamiento de la ciudad, que para el gobierno del hospital designaba una Junta. 
Desde su fundación el Hospital General fue la sede de la  Cofradía y Colegio de Médicos de San Cosme y San Damián y posteriormente del Real Colegio de Medicina, Cirugía y Farmacia, activo desde 1829 hasta 1837.
Funcionó durante cuatro siglos, concretamente hasta 1925, cuando se abrió el Hospital Provincial. Posteriormente se utilizó como cuartel de la Guardia de Asalto, y en 1952 comenzó a funcionar como sede del Estudio General de Navarra, embrión de la Universidad de Navarra, para finalmente convertirse en 1956 en el Museo de Navarra.

## Emplazamiento
El Hospital General se construyó en tierra de nadie, en el llamado barranco de Santo Domingo. Se levantó, dentro de las murallas de la capital navarra, orientado hacia el norte. La parcela en la que se edificó tenía aproximadamente 2000 m2.

## Fundación y construcción
Fue fundado por Remiro de Goñi, canónigo de la catedral de Pamplona, quien financió su construcción y al que designó en su testamento heredero universal. Fue enterrado en la capilla del hospital en la que el capellán, cada semana después de la misa, rezaba un responso por su alma.
Se denominó Hospital General porque tenía como finalidad la fusión de los pequeños hospitales existentes hasta entonces en Pamplona, que sin embargo todavía continuaron abiertos durante algún tiempo, tal y como detalla en este documento de 1592: 

En esta ciudad, fuera y allende del dicho Hospital General, hay ocho hospitales dentro y uno fuera, cerca de la puente de la Magdalena; los cuatro de dentro de la ciudad están dentro de la parroquia de la Iglesia Mayor [catedral]. Los dos para recoger pobres que van y vienen en romería a Santiago de Galicia, que el uno se dice de Santa Catalina para recoger hombres y el otro en la Casa de la Dignidad de la Hospitalería, para recoger mujeres a costa de la dicha Dignidad. Los otros dos, que son para recoger pobres viudas, están, el uno en la calle que llaman del Obispo y se llama el hospital de Corpus Christi, y el segundo está en la calle de las Caldererías, en la basílica y cofradía de San Martín. De los otros cuatro, hay uno enfrente de San Cernin, que llaman de Santa Catalina, dedicado para recoger peregrinos que van y vienen a Santiago, no dando lugar a hombres en caso de que hayan prevenido mujeres; y en la misma institución hay otro hospital que llaman de San Fermín, enfrente de la iglesia del señor San Llorente, y en esta misma parroquia hay otro que se llama hospital de pobres labradores, donde hay cuadra de hombres y cuadra de mujeres, y otro, con la misma institución, hay en la parroquia del señor San Nicolás que se llama de San Miguel, y el último, que está junto al puente de la Magdalena, sirve para recoger pobres que no pueden entrar en la ciudad.

El Hospital General estaba bajo el patronato único del municipio pamplonés y estaba regido por una junta nombrada por el Regimiento [Ayuntamiento]. Su construcción suscitó la oposición de los dominicos, quienes se habían instalado en el cercano convento de Santiago hacía pocos años. Dada su proximidad a la muralla, y la condición de ‘plaza fuerte’ de Pamplona, también sufrió trabas por la Administración militar, por las restricciones constructivas que se aplicaban a tales zonas.
Adjunta al edificio hospitalario, entre 1547 y 1550 se levantó una capilla dedicada a Nuestra Señora de la Misericordia, según el proyecto de Juan de Ancheta. La fachada, al encontrarse muy deteriorada, a mediados del siglo XX fue sustituida por la de la iglesia de la Soledad, de Puente la Reina, que es la que se contempla en la actualidad.
Entre 1945 y 1952 José Yárnoz Larrosa, arquitecto de la Institución Príncipe de Viana, adaptó el edificio como «centro museológico saneando su construcción principal, añadiendo un cuerpo porticado en la planta baja y dignificando los accesos con una escalera que une la totalidad de las plantas.» El conjunto remodelado como Museo de Navarra se abrió el 24 de junio de 1956. Efectuada una nueva remodelación, de carácter integral, según un proyecto de los arquitectos Jordi Garcés y Enric Soria, en enero de 1990 se reabrió el actual museo después de tres años de obras.

## El edificio renacentista

### Portada
Es uno de los pocos elementos arquitectónicos que  sobreviven del edificio primitivo y representa también el único ejemplo de arquitectura renacentista de Pamplona, como precisa el Catálogo Monumental de Navarra:

Responde al esquema de arco triunfal, con elementos estructurales y decorativos que articulan un lenguaje evolucionado desde el primer Renacimiento hacia fórmulas manieristasSus estípites antropomorfos están directamente inspirados en el tratado de Serlio, concretamente en las portadas de los libros III y IV de su Architectura de la edición castellana de 1552. En el remate, junto al escudo con las armas de Navarra sostenido por dos faunos tenantes, se sitúan dos medallones con bustos masculino y femenino, que quizá sean los de Hebe y Hércules o Venus y Marte. Debajo del escudo se observa una cartela con la fecha de 1556, año de ejecución de la portada, en tanto que una calavera remata la portada.

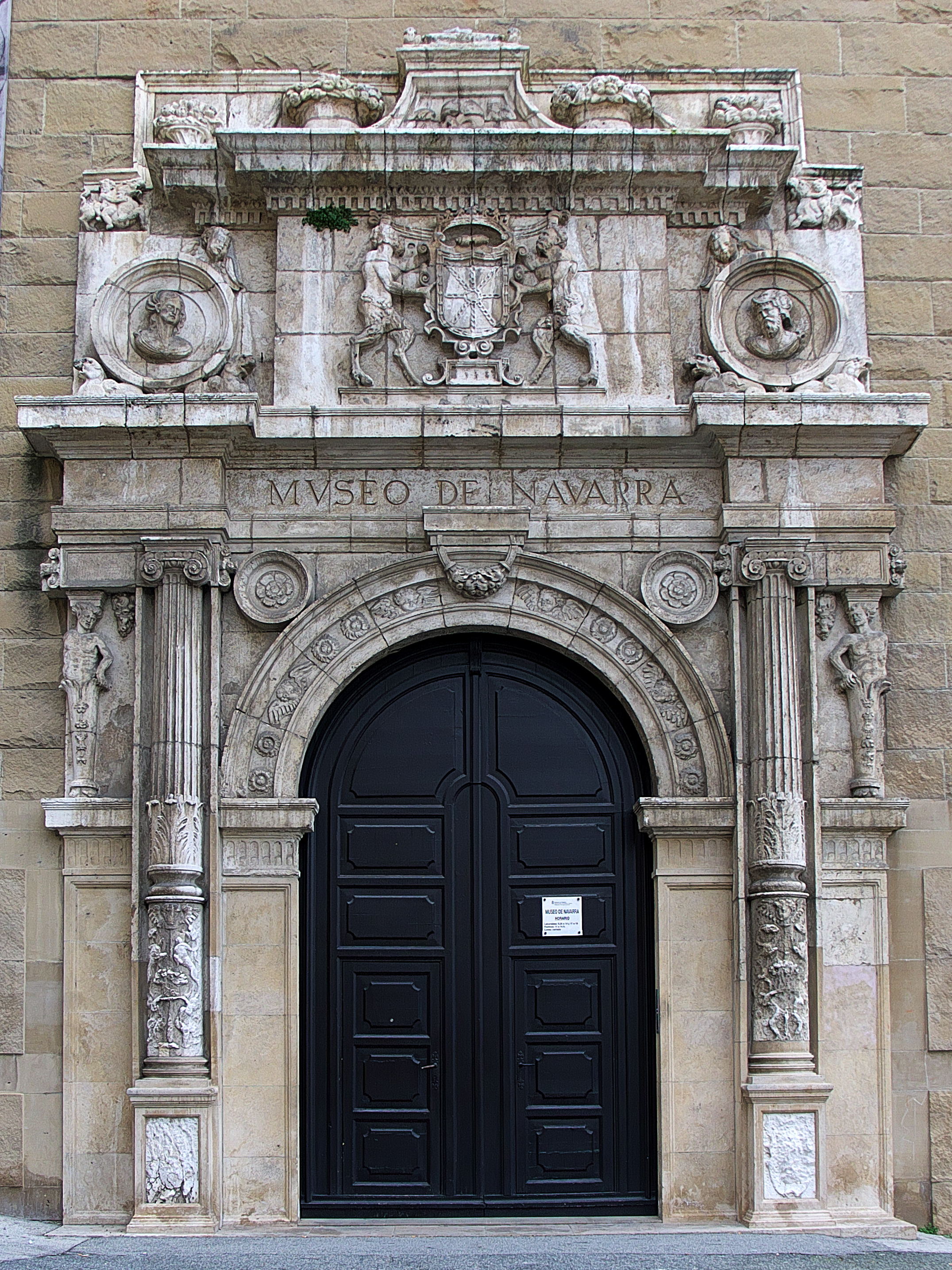
Portada renacentista

La portada es obra del guipuzcoano Juan de Villarreal, también conocido como Juan de Altuna (1517-1584), quien contó con la colaboración del cantero Martín de Azcárate.

### Capilla
Esta edificación, que conserva gran parte de su aspecto original, fue construida en 1547 por Juan de Ancheta y está contigua al caserón hospitalario, en la parte oriental. Presenta una planta de nave única en tres tramos desiguales con una cabecera recta. En el último tramo se abren dos capillas pequeñas a modo de crucero con leve desarrollo.
Las bóvedas son góticas con influencias renacentistas y se sustentan en ménsulas "que reciben una decoración de dentellones».

## Organización y gobierno
Las primeras ordenanzas del Hospital General datan de 1563. Fueron redactadas por el Regimiento de Pamplona por ser el “patrón único” de esta institución. Establecían la creación de una Junta de Gobierno que se encargaría de los “bienes y las personas”, al tiempo que definía las funciones encomendadas a los empleados. Estas ordenanzas fueron revisadas o ampliadas al menos en 1619, 1663, 1686, 1699, 1711 y 1730. 

### La Junta de Gobierno
Las ordenanzas disponían que el gobierno de la institución había de recaer en primer lugar en dos regidores (concejales), pero el mucho trabajo que esto les ocasionaba les impedía participar en el resto de los asuntos municipales; por este motivo, las ordenanzas de 1730 ampliaron la composición de la Junta de Gobierno, de tal forma que aumentó de dos miembros a nueve: los dos regidores, tal y como venía siendo habitual, que tendrían el rango de “superintendentes” y que se renovarían anualmente; dos canónigos designados por el cabildo de la catedral y cinco “caballeros vecinos”. Los siete vocales últimos ejercerían sus cargos de manera vitalicia, para así adquirir el mayor conocimiento del funcionamiento del hospital, mientras que los dos regidores lo harían por un año, como venía haciéndose hasta dicha fecha. 
Las ordenanzas precisan que los miembros de la junta no podrán ser designados herederos “por ningún pobre o enfermo que muriera en el Santo Hospital”; y tampoco podrán nombrar a personas a ellos allegadas, incluidos sus criados, para trabajar en el hospital, ni recibir “regalo alguno”.
La junta celebrará reuniones todos los lunes del año, además de las extraordinarias, convocadas cuando hubiera motivo para ello. La presidencia correspondía al canónigo más antiguo de los dos. Los acuerdos se tomaban por mayoría simple y en caso de empate se recurriría al voto de calidad del presidente. Cada uno de los miembros de la junta ejercía el cargo de “semanero” por orden rotatorio. Durante una semana supervisaba el trabajo de los operarios y cuidaba del correcto funcionamiento del establecimiento. Las ordenanzas precisaban que “en todo lo que necesite de pronta resolución, la tome; y lo que este determinare, se ejecute sin réplica por todos”.

### El personal
En el hospital prestaban servicio en el siglo XVIII el “vicario”, cuatro capellanes y sacristanes. Resulta significativo que las ordenanzas de 1730 dedican 64 artículos a los clérigos y solo 23 a los médicos. El Administrador era responsable de la gestión del centro en todas sus vertientes. En cuanto al personal sanitario, estaba compuesto por médicos, habitualmente dos, otros dos “cirujanos” (profesionalmente se identificaban con los barberos) y un boticario al que ayudaban algunos “mancebos”.

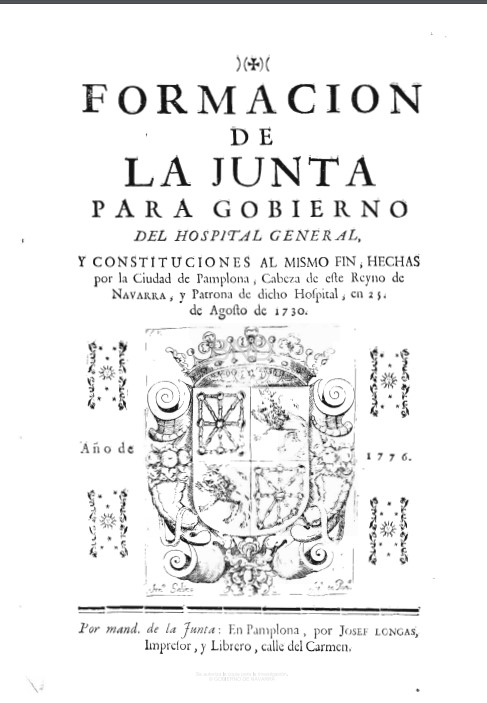
Ordenanzas del Hospital General de Pamplona (1730)

La atención a los enfermos y limpieza de las estancias correspondía a los enfermeros, quienes desde 1727 pertenecían a los hermanos de la Tercera Orden de Nuestra Señora del Carmen”. La atención a los enfermos varones correspondía a los “sirvientes”, mientras que las enfermas estaban al cuidado de enfermeras y “criadas".
Del cuidado de los niños expósitos, abandonados en el torno del hospital, se encargaban la matrona y cuatro nodrizas, quienes daban de mamar a los niños, en tanto eran encomendados a “amas de crianza fuera del hospital”. El hospital se hacía cargo de ellos hasta que cumplían siete años, momento en que eran transferidos a la Casa de los Niños de la Doctrina.
En la cocina trabajaban una responsable y dos ayudantes. Una mujer se encargaba de organizar el lavado de la ropa, que encomendaba a lavanderas de la ciudad. Los criados cultivaban las viñas y tierras de labranza propiedad del hospital y cuidaban las caballerías empleadas en estas tareas, mientras que los pastores atendían los rebaños con la ayuda de algún “rapatán” (zagal).
Al margen de todo ello, dos criados vigilarían día y noche el torno de los expósitos para recoger inmediatamente los niños depositados en él. Otro criado desempeñaba la función de portero, y a él competía abrir al amanecer las puertas del hospital y cerrarlas a la caída del sol, para lo cual debía recibir las llaves del vicario, responsable de su custodia; además se encargaba de vender las publicaciones que el hospital comercializaba en exclusiva. .
En cuanto a los salarios, el más elevado correspondía al administrador: 300 ducados anuales; el vicario percibía 60, los médicos se repartían anualmente 300 y los cirujanos 150; se ha de tener en cuenta que los mismos médicos y los cirujanos eran responsables de ampliar su plantilla y, en consecuencia, tratarían por todos los medios de que esta fuera lo más reducida posible, ya que el salario era una cantidad fija a repartir. Las nodrizas del hospital cobraban anualmente unos 15 ducados y los criados aproximadamente 11. A los salarios se añadían las raciones que el personal recibía a diario.

## Funciones
Puesto que el hospital era una institución benéfica, atendía gratuitamente a pobres y “vagabundos” enfermos, hombres y mujeres. En cambio, facturaba a la “Tesorería de Guerra” del Rey la estancia de los militares enfermos. Como se ha adelantado, también se hacía cargo de los niños expósitos, a los que se bautizaba con el apellido Goñi, en memoria del fundador del Hospital.
En el siglo XVIII el hospital tenía ocho “cuadras” (salas) para los hombres y tres para las mujeres, aunque se podían habilitar cuatro más si fuera necesario. Como era habitual en los hospitales de aquel tiempo, los enfermos antes de recibir su “cama” debían confesarse.

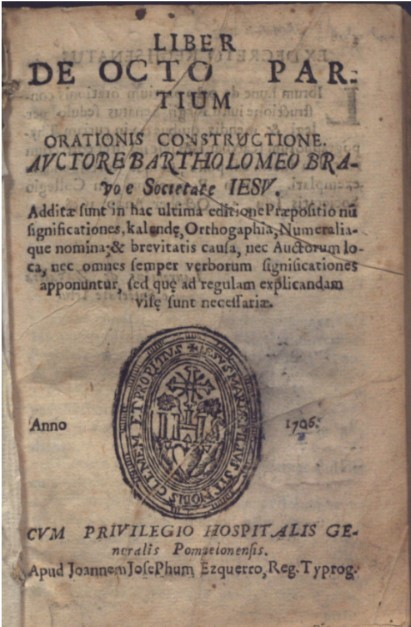
Gramática de Bartolomé Bravo editada por el "Hospitalis Generalis Pampilonensis" e impresa por Juan José Ezquerro en 1706

Al no tener capacidad para acoger a los enfermos del “mal gálico” (sífilis) y de la “locura”, los derivaba a los hospitales de Nuestra Señora de Gracia de Zaragoza y del Rey de Burgos.

## Financiación
Inicialmente el hospital se mantenía con la aportación del Regimiento de Pamplona. Además, poseía tierras y ganados, e ingresaba algunos derechos de aduanas. Entre otras colectas, desde 1693, a iniciativa del obispo, los empleados del hospital en agosto pasaban por “las casas y eras de los vecinos y parroquias, recogiendo el dinero, trigo, hilarza [hilo para tejer] y otras cualesquiera cosas que quisieren dar los bienhechores”. A esta colecta se le añadían otras, algunas también promovidas por la diócesis. Asimismo había particulares que colaboraban con limosnas, donaciones testamentarias y rifas.

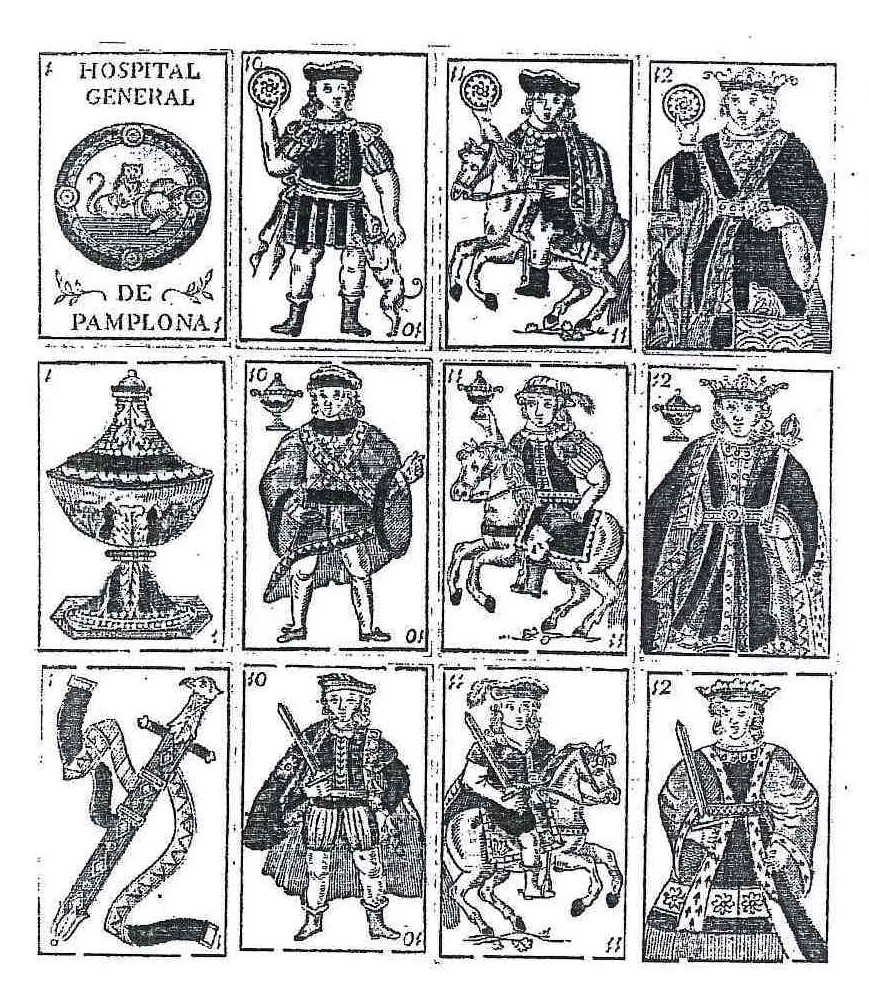
Naipes del "Hospital General de Pamplona" (1830)

### Venta exclusiva de libros y naipes
Las Cortes del Reino de Navarra concedieron a lo largo del Antiguo Régimen al Hospital nuevas fuentes de financiación, como el monopolio de la venta (“estanco”) de libros y folletos que tenían demanda permanente. Este era el caso de las gramáticas de Antonio de Nebrija y de Bartolomé Bravo, de las cartillas y catecismos escolares, y, a partir de 1678, del calendario litúrgico anual (la “Gallofa” o el “Añalejo”) que debían adquirir los párrocos de la diócesis. Esta publicación constituía la principal fuente de ingresos procedente de los impresos estancados. 
En 1688, a causa de la disminución de las limosnas y “la esterilidad de los años”, se le concedió la venta exclusiva de los oficios y misas propias de la diócesis de Pamplona, con la pena de excomunión y multa de quinientos ducados a los infractores.
En 1630 recibió el monopolio de los naipes.Por este motivo, las Cortes de Navarra aprobaron fuertes multas y la pena de destierro a quienes los importaran o vendieran, pero estas medidas resultaron ineficaces, pues los del hospital eran más caros y de peor calidad que traídos de Aragón o Francia. Para controlar el mercado fraudulento, en 1750 se creó un cuerpo de “guardas” para “celar el privilegio del naipe e impresiones concedidas al Hospital General”. Estos se repartían por diversas localidades y tenían autoridad para encarcelar a los infractores y decomisar sus mercancías fraudulentas.

### Molino papelero
Desde mediados del siglo XVI funcionaba el "molino y fábrica de la pólvora", que estaba situado en la orilla derecha del Arga, en el barrio de la Rochapea, fuera de las murallas y, por lo tanto, del casco urbano de la capital navarra. Era propiedad del Rey y la producción se destinaba a sus tropas.  
En una madrugada de 1733 el molino explotó y, según recogen las actas municipales, lo hizo “con tal temblor de tierra y edificios como si fuese un espantoso terremoto”.  Murieron cinco trabajadores del molino, hubo heridos y fueron notables los daños en edificios, incluida la catedral. No es la primera vez que sucedía un accidente de estas características, pues se tiene noticia de que en los últimos cincuenta años se habían producido cinco explosiones.
Al cabo de un tiempo comenzaron las labores para reconstruir el molino real; sin embargo, el vecindario, temeroso de que se volviera a repetir la tragedia, se movilizó para impedirlo y pidió al Regimiento su intervención. La solución tardó veinte años llevarse a la práctica; se produjo en 1753 cuando la ciudad compró el molino a la Corona por 22 000 ducados con el fin de reconvertirlo en molino de fabricación de papel; hay que precisar que hasta la fecha no existía en el Reino un ingenio de este tipo. Esta medida se completó con la cesión del molino al Hospital General para que se encargara de la producción y venta de papel.
Inmediatamente, en 1754, se contrató a un constructor de molinos papeleros, Jaume Fábregas, procedente de Olot, donde abundaban estos ingenios. Los siguientes maestros papeleros fueron catalanes, fue el caso de Jaume Sesqués, y franceses, como Jean Cassou, dado que en Navarra no existían expertos en esta industria.
El nuevo molino contaba con cuatro ruedas hidráulicas que movían 18 mazos repartidos en dos tinas. Empleaba unas doce personas entre el administrador, el maestro papelero, oficiales, peones y aprendices. 
La producción era satisfactoria, ya que rondaba las 20 resmas, de diversos tipos de papel, “por día de trabajo”. El hospital acordaba con el maestro papelero los tipos de papel a fabricar, su cantidad y el precio al que se lo había de vender. Este, por su parte, lo comercializaba con un recargo del veinte por ciento aproximadamente. El molino papelero del Hospital trabajó hasta 1830, cuando fue sustituido por una industria de alfarería.

## Galería de imágenes

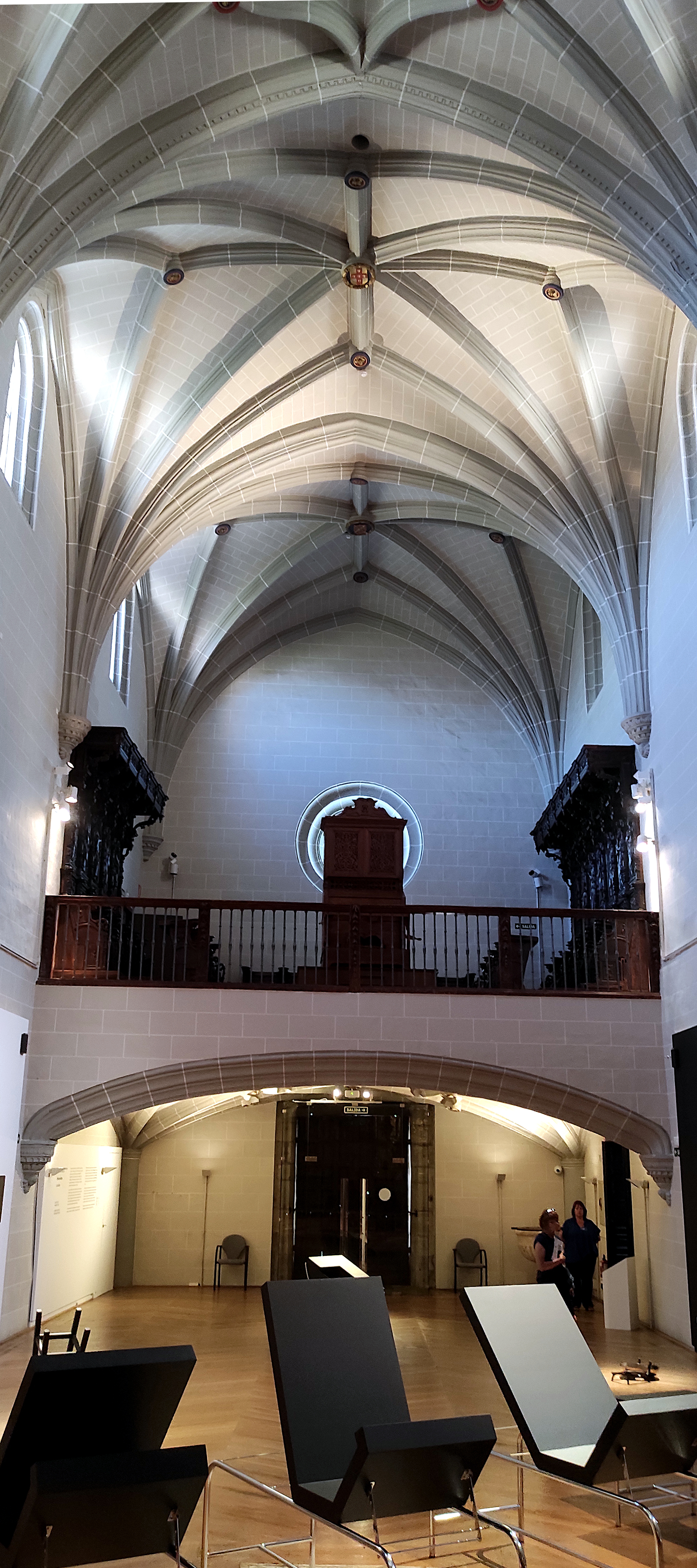
Vista de la capilla desde el presbiterio
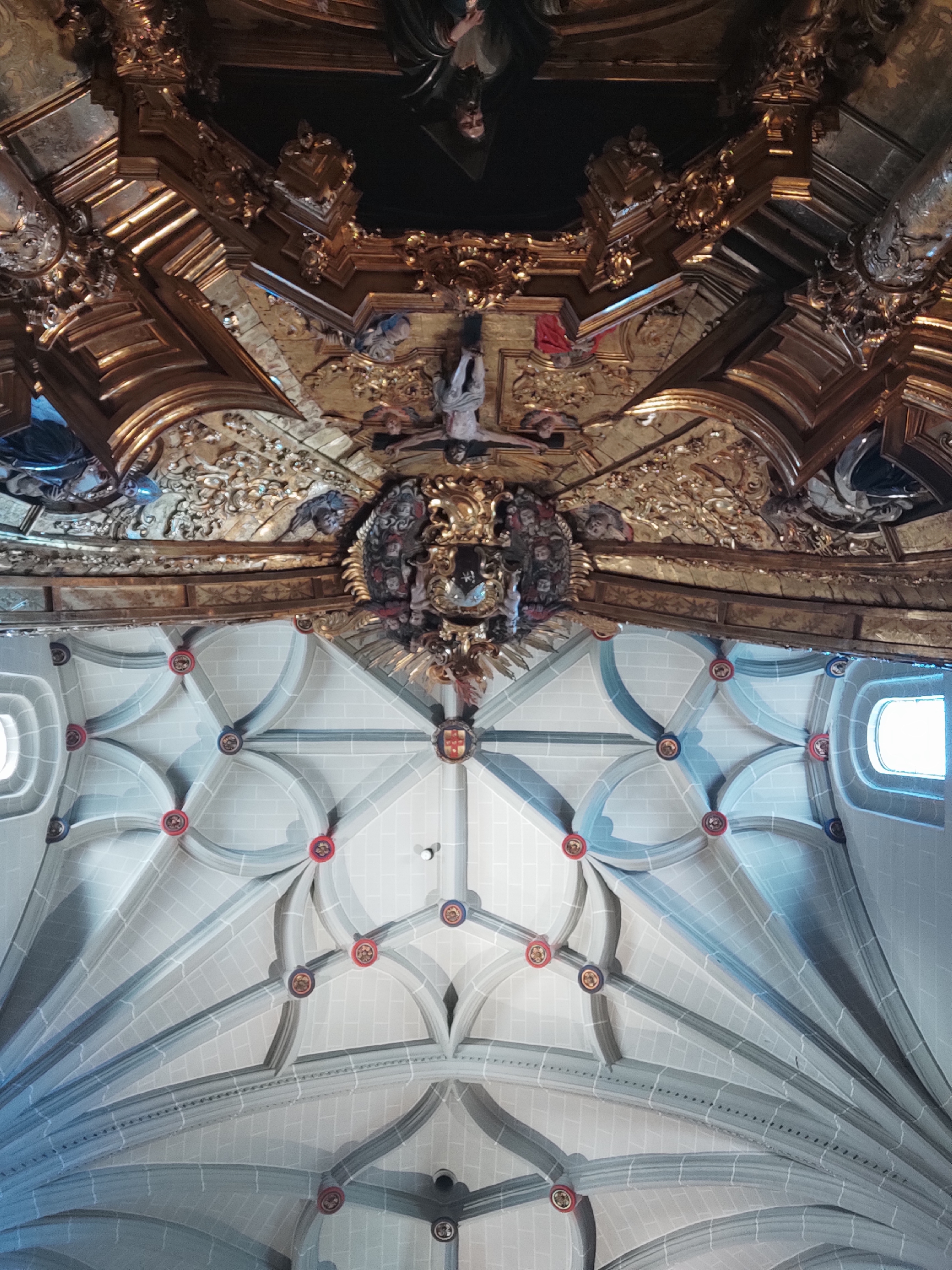
Bóvedas góticas de la capilla
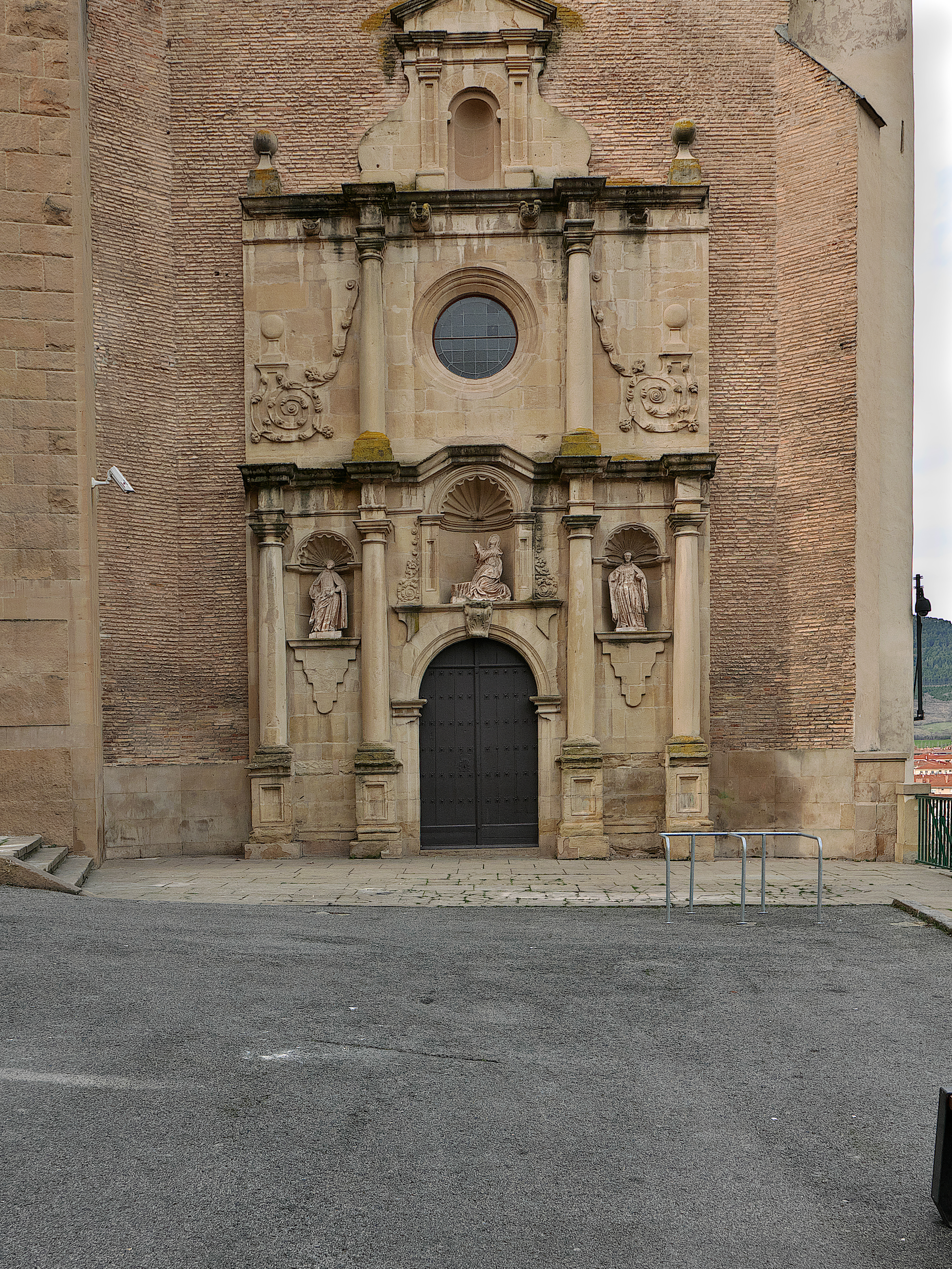
Portada de la capilla procedente de Puente la Reina
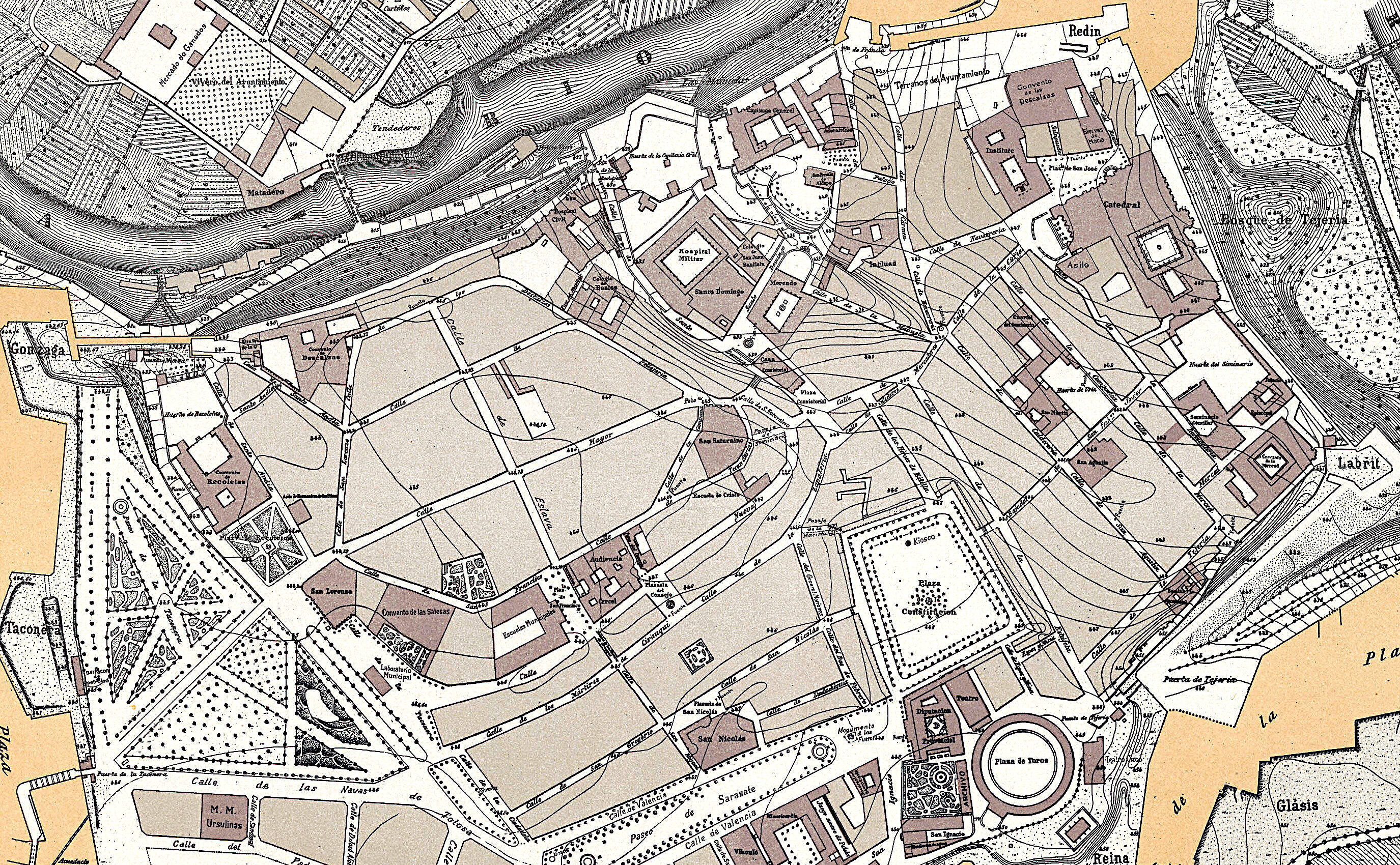
En la parte superior central se observan los dos hospitales de Pamplona, el civil y el militar (1882)
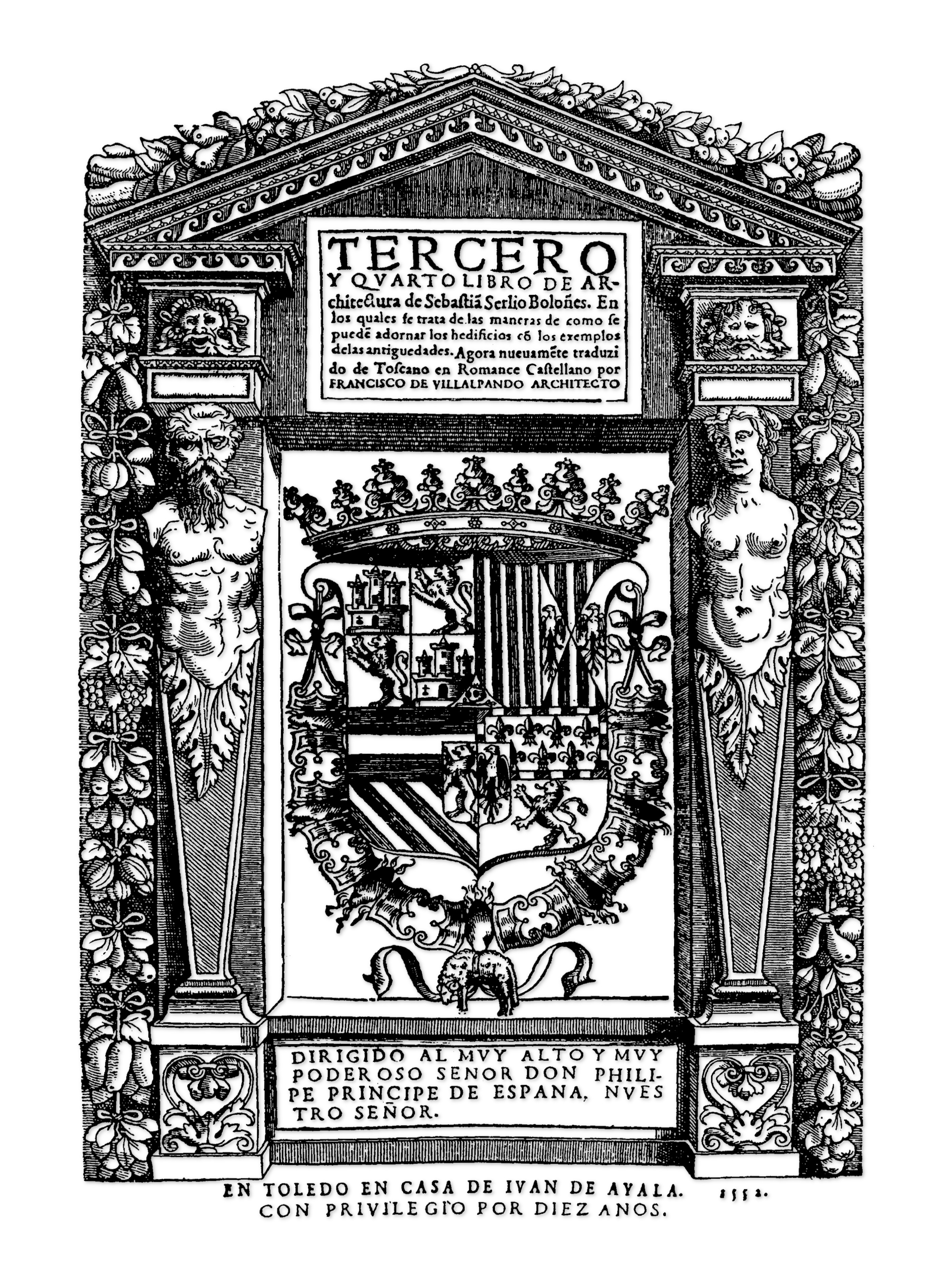
Portada de la obra de Serlio, Architectura, en la edición española de 1552